# Batalha de Lysychansk
A Batalha de Lysychansk foi um confronto militar travado entre a Rússia e a Ucrânia dentro do contexto das ofensivas do leste durante a Invasão da Ucrânia pela Rússia em 2022.
Na segunda fase de sua guerra contra a Ucrânia, a Rússia focou seu poderio militar no leste do país, sendo um dos objetivos principais a tomada por completo do Oblast de Lugansk. As cidades gêmeas de Lysychansk e Severodonetsk eram o principal alvo neste contexto. Em maio, Severodonetsk foi atacada, caindo após sete semanas de intensos combates. Os russos mantiveram suas táticas em Lysychansk, submetendo a cidade e a região a um intenso bombardeio, especialmente com artilharia, apoiados por rebeldes separatistas da República Popular de Lugansk (RPL). Em 2 de julho, após uma semana de violentos combates, autoridades separatistas anunciaram que haviam conquistado Lysychansk, embora a Ucrânia inicialmente negou tal informação. Em 3 de julho, a Rússia formalmente anunciou que havia conquistado toda a região de Lysychasnsk, informação esta confirmada pelo Alto-comando das forças armadas ucranianas. A liderança política e militar da Ucrânia afirmou que a decisão de se retirar da cidade foi feita "para salvar a vida dos defensores ucranianos".
Com a captura de Lysychansk e alguns assentamentos a oeste, praticamente todo o Oblast de Luhansk ficou sob controle das autoridades separatistas pela primeira vez desde 2014.